# Сальтильо
Сальтильо (исп. Saltillo) — город в Мексике, столица штата Коауила, входит в состав одноимённого муниципалитета и является его административным центром. Численность населения, по данным переписи 2020 года, составила 864 431 человек, что делает город четырнадцатым по величине в Мексике.

## Топонимика
Название Saltillo происходит от испанского salto — перепад, водопад, из-за порогов на протекающей в этих местах реке.

## История
Некоторые исследователи, обследовали долину Сальтильо в поисках шахт, но известно, что основным источником богатства был захват индейцев чичимеков для продажи в шахтёрских городах. Первая группа исследователей во главе с Франсиско Кано, которая обследовала южные районы Коауилы, прибыла сюда в конце 1568 года и от имени короля присоединила эти территории к Испании. В следующем году здесь начали раздавать земли колонистам. В 1577 году они основали поселение. Деревня постоянно находилась под угрозой осады со стороны индейцев. В 1591 году испанцы переселили своих союзников тлашкалов для того, чтобы колонизировать окрестные земли.
После достижения независимости Мексики и создания штата Коауила, Сальтильо в 1824 году стал столицей этого штата. В течение войны Техаса за независимость Коауила потеряла значительную часть территории, а Сальтильо в 1847 году стал свидетелем одной из битв во время американской интервенции в Мексику.

## Агломерация
Население городской агломерации, состоящей, помимо самого города Сальтильо, из городов-спутников Рамос-Ариспе и Артеага, составляет 1 031 779 человек — это пятнадцатая по количеству жителей городская агломерация страны. Окруженный горами системы Восточная Сьерра-Мадре, город находится в 400 километрах на юг от границы с США и в 842 километрах от Мехико.

## Экономика
Торгово-транспортный и горнодобывающий центр Северной Мексики. Предприятия цветной металлургии, сельскохозяйственного машиностроения, текстильной, кожевенной промышленности. Соединён трубопроводами с районами нефтегазовой промышленности на побережье Мексиканского залива.

## Инфраструктура
Город обслуживает международный аэропорт План-де-Гуадалупе, расположенный рядом с городом Рамос-Ариспе.

## Достопримечательности
- Мексиканский музей пустыни